# It's Good to Be Alive
It's Good to be Alive è un film del 1974 diretto da Michael Landon, interpretato da Paul Winfield e Louis Gossett Jr.
È ispirato all'autobiografia del giocatore di baseball Roy Campanella.